# Lasiocladus rufopilus
Lasiocladus rufopilus là một loài thực vật có hoa trong họ Ô rô. Loài này được (Baill.) Benoist mô tả khoa học đầu tiên năm 1967.